# Тинн, Кевлин, 8-й маркиз Бат
Кевлин Генри Ласло Тинн, 8-й маркиз Бат (англ. Ceawlin Henry Laszlo Thynn, 8th Marquess of Bath; род. 6 июня 1974) — британский аристократ и бизнесмен. Он носил титул учтивости — виконт Уэймут с 1992 по 2020 год. Он работает в ряде компаний в сфере отдыха, туризма, недвижимости и финансовых услуг.

## Ранняя жизнь и образование
Родился 6 июня 1974 года в Хаммерсмите, Лондон. Единственный сын Александра Тинна, 7-го маркиза Бата (1932—2020), и Энн Тинн, маркизы Бат (урожденной Энн Гьярмати) (род. 1943) .
Кевлин Тинн учился в начальной школе Хорнингшема, средней школе Кингдауна в Уорминстере и школе Бедейлза в Хэмпшире. Слушал экономику и философию в Лондонском университетском колледже.
В 1996 году Кевлин Тинн был ранен в результате обрушения здания в Пахаргандже, Нью-Дели, в результате которого погибли его невеста Джейн Кирби и его деловой партнер Кринан Уайлд.

## Бизнес
Кевлин Генри Ласло Тинн начал свою деловую карьеру в качестве специалиста по развивающимся рынкам в лондонском инвестиционном банке Caspian Securities, прежде чем стать партнером в фирме по развитию недвижимости Sabre Projects. В Sabre он совместно с Group Menatep, холдинговой компанией крупнейшей на тот момент российской нефтяной компании Юкос, разработал проект по строительству отелей среднего класса в каждом крупном городе России.
В 2008 году Кевлин Тинн основал фонд Lion Trust, фонд прямых инвестиций, директором которого он является. Фонд Lion Trust инвестирует в широкий спектр зрелых и развивающихся рынков.
С июня 2010 года Кевлин Тинн является директором Finmetron AB, шведской зарегистрированной фирмы, предлагающей факторинговые услуги в России.
С 2010 по 2013 год Кевлин Тинн был исполнительным председателем Wombat’s Holdings GmbH — сети хостелов в Германии и Австрии — приобретя контрольный пакет акций компании. Компания была выкуплена ее бывшими владельцами в 2013 году, оставив Тина без официальной роли.

## Лонглит
В январе 2009 года, Кевлин Тинн стал председателем одноименного объединения, общества, что включает в себя операции по Лонглит-хаус и Сафари-парк на родовом поместье Лонглит, рядом с Варминстером в графстве Уилтшир, а также коммерческой деятельности в ущелье Чеддер, в Мендип в графстве Сомерсет. после отца своего выхода на пенсию в 2010 году, Thynn принят на работу новый главный исполнительный, Дэвид Брэдли, ранее работавшего в Леголенде. Вместе они работали с дизайнерами из Голливуда над улучшением дома и парка; дополнения к парку включают «Королевство джунглей», «Храм обезьян» и «Охотники неба».
В сентябре 2013 года Дэвид Брэдли подал в отставку, а в феврале 2014 года на эту роль был нанят американец Боб Монтгомери.
Тинн является попечителем благотворительного фонда Лонглита, основанного в 1996 году, который занимается борьбой с нищетой в поместье Лонглит и Чеддерском ущелье.

## Политика
Кевлин Тинн сделал пожертвования в размере 30 000 и 15 000 фунтов стерлингов либеральным демократам во время парламентских выборов в Соединенном Королевстве в 2019 году.

## Личная жизнь
В начале 2010 года отец Кевлина Тинна передал управление семейным бизнесом последнему. По одной из версий, виконт намеревался выселить " жен " (любовниц) своего отца из их коттеджей в поместье. Некоторые фрески его отца были удалены, что вызвало раскол и в конечном итоге привело к бойкоту маркизом брака его сына с Эммой Маккуистон. Его мать, как сообщается, не одобряла брак своего сына из-за африканского происхождения ее будущей невестки. Её не пригласили на свадьбу. В ноябре 2012 года, в возрасте 38, Кевлин Тинн объявил о помолвке с Эммой Клэр Маккуинстон (род. 26 марта 1986), дочерью Сюзанны Маккуистон и нигерийского нефтяного магната Лади Джадесими, основателя и исполнительного председателя Lagos Deep Offshore Logistics Base. Эмма является младшей сводной сестрой Иэна Маккуистона (род. 1962), муж тетки Кевлина Тинна, леди Сильви Черне Тинн (дочь 6-го маркиза Бата от второй жены).
Брак пары в 2013 году был бойкотирован его родителями, но на нем присутствовала его сестра. Пара поженилась 8 июня 2013 года в Лонглите, семейном поместье в Уилтшире.
26 октября 2014 года леди Бат родила их первого ребенка, Джона Александра Лади Тинна. 30 декабря 2016 года их второй ребенок, Генри Ричард Айзек Тинн, родился путем суррогатного материнства в частной клинике в Западном Голливуде.